# 瓦尼莫-格林河縣
2°41′S 141°17′E / 2.683°S 141.283°E
瓦尼莫-格林河縣（英語：Vanimo-Green River District），是巴布亞新畿內亞的縣份之一，位於新畿內亞島西北部，由桑道恩省負責管轄，首府設於瓦尼莫，面積10,295平方公里，2011年人口69,052，人口密度每平方公里6.7人。